# IC 2093
IC 2093 је појединачна звијезда у сазвјежђу Орион која се налази на листи објеката дубоког неба у Индекс каталогу.
Деклинација објекта је - 2° 42' 33" а ректасцензија 4h 47m 32,3s.